# 323 (szám)
A 323 (római számmal: CCCXXIII) egy természetes szám, félprím, a 17 és a 19 szorzata.

## A szám a matematikában
A tízes számrendszerbeli 323-as a kettes számrendszerben 101000011, a nyolcas számrendszerben 503, a tizenhatos számrendszerben 143 alakban írható fel.
A 323 páratlan szám, összetett szám, azon belül félprím. Motzkin-szám. Kanonikus alakban a 171 · 191 szorzattal, normálalakban a 3,23 · 102 szorzattal írható fel. Négy osztója van a természetes számok halmazán, ezek növekvő sorrendben: 1, 17, 19 és 323.
A 323 négyzete 104 329, köbe 33 698 267, négyzetgyöke 17,9722, köbgyöke 6,86121, reciproka 0,003096. A 323 egység sugarú kör kerülete 2029,46885 egység, területe 327 759,21996 területegység; a 323 egység sugarú gömb térfogata 141 154 970,7 térfogategység.